# Aubin (Aveyron)
Aubin è un comune francese di 4 305 abitanti situato nel dipartimento dell'Aveyron nella regione dell'Occitania.

## Società

### Evoluzione demografica
Abitanti censiti